# (4292) Aoba
(4292) Aoba est un astéroïde de la ceinture principale.

## Description
(4292) Aoba est un astéroïde de la ceinture principale. Il fut découvert le 4 novembre 1989 à Ayashi par Masahiro Koishikawa. Il présente une orbite caractérisée par un demi-grand axe de 2,75 UA, une excentricité de 0,05 et une inclinaison de 3,5° par rapport à l'écliptique.

## Compléments